# Machimus cerasinus
Machimus cerasinus är en tvåvingeart som beskrevs av Martin 1975. Machimus cerasinus ingår i släktet Machimus och familjen rovflugor. Inga underarter finns listade i Catalogue of Life.